# Gynacantha rammohani
Gynacantha rammohani – gatunek ważki z rodziny żagnicowatych (Aeshnidae).